# Partido Nazi Estadounidense
El Partido Nazi Estadounidense (PNE, en inglés ANP o American Nazi Party) es un partido político estadounidense fundado por el excomandante de la Armada de Estados Unidos George Lincoln Rockwell, con el objetivo de revivir el nacionalsocialismo en ese país, quien además estableció su sede en Arlington, Virginia.  

Bandera del Partido Nazi Estadounidense

Inicialmente llamado la Unión Mundial de la Libre Empresa Nacional Socialista (WUFENS), Rockwell le cambió el nombre a Partido Nazi Americano en 1960 para atraer la máxima atención posible de los medios. El partido se basaba en gran medida en los ideales y las políticas del führer Adolf Hitler en el Tercer Reich, pero mantuvo fidelidad a los principios de la Constitución de Estados Unidos y a los Padres Fundadores. También se añade una plataforma de negación del Holocausto. 
Poco después del asesinato de Rockwell en 1967, la organización nombró al segundo al mando de Rockwell, el subcomandante Matt Koehl, como nuevo líder. El Partido Nazi Estadounidense, ahora bajo el mando de Koehl, estuvo sujeto a desacuerdos ideológicos entre sus miembros en las décadas de los 70´s y 80´s. "En 1982, Martin Kerr, un líder en la sede de Franklin Road, anunció que la organización cambiaría su nombre a New Order y se trasladaría al Medio Oeste", a partir del 1 de enero de 1983. Debido a problemas de reclutamiento junto con problemas financieros y legales, Koehl se vio obligado a trasladar la sede del grupo del área de DC, y finalmente encontró su camino a lugares dispersos en Wisconsin y Míchigan. Después de la muerte de Koehl en octubre de 2014, Martin Kerr, miembro y oficial de New Order desde hace mucho tiempo, asumió el liderazgo y mantiene el sitio web y la organización de New Order.
Un exmiembro del Partido Nazi Estadounidense original, Rocky Suhayda, fundó su propia organización usando el nombre del Partido Nazi Estadounidense y ha estado activo al menos desde 2008. Suhayda afirma que Rockwell es su fundador a pesar de que no existe un vínculo legal o financiero directo entre él y la organización heredada de Rockwell. La única conexión entre el Partido Nazi Estadounidense original y el grupo de Rocky Suhayda, además de la ideología, es que venden reimpresiones de la revista de Rockwell "The Stormtrooper" en su sitio web. Desde el 14 de abril de 2012 el partido cuenta con John Bowles como cabildero ante el Congreso de EUA.

## Sede
El WUFENS se estableció por primera vez en una residencia ubicada en Williamsburg Road en Arlington, pero fue trasladado como el ANP a una casa en North Randolph Street 928 (actualmente hay un hotel y un edificio de oficinas). Rockwell y algunos miembros del partido también establecieron un "Cuartel de adiestramiento de tropas de asalto" en una granja en la sección de Dominion Hills de Arlington en lo que hoy es el Parque Regional Upton Hill, la colina más alta en el condado. Después de la muerte de Rockwell, la sede se trasladó al lado de una tienda en North Franklin Road 2507, e incluyó una esvástica prominente montada encima de la puerta delantera. Este sitio era visible desde la transitada Wilson Boulevard. Hoy en día la dirección en Franklin Road es a menudo confundida como la sede de Rockwell, cuando en realidad fue la última dirección física de la organización sucesora en Arlington (ahora una cafetería).

## Historia

### Cambio de Nombre y reforma del partido
Bajo el mandato de Rockwell, el partido abrazo uniformes y la iconografía nazi.
Después de varios años de vivir en condiciones de pobreza, Rockwell comenzó a experimentar cierto éxito financiero con conferencias pagadas en universidades donde fue invitado a expresar sus puntos de vista controvertidos como ejercicios de libertad de expresión. Esto lo impulsó a poner fin a las rencorosas tácticas del partido de la "Fase uno" y comenzar la "Fase dos", un plan para replanear al grupo como un partido político legítimo al atenuar los ataques verbales y escritos contra los no blancos, reemplazando el grito de guerra del partido de "¡Sieg Heil!" con "Poder blanco!", limitando la exhibición pública de la esvástica y presentando candidatos en las elecciones locales. Los años 1965-1967 fueron posiblemente el apogeo del perfil de Rockwell. Fue entrevistado por la revista Playboy, un evento que generó controversia dentro de la rangos.
En ese momento, Rockwell tenía alrededor de 500 seguidores. En 1966 o 1967, Rockwell renombró a la ANP como Partido Nacional Socialista del Pueblo Blanco (NSWPP), una medida que alienó a algunos miembros de línea. El nuevo nombre era una "imitación consciente" de la Asociación Nacional para el Avance de la Gente de Color. Rockwell quería un enfoque más "ecuménico" y sintió que la bandera de la esvástica estaba impidiendo el crecimiento organizacional. Rockwell fue asesinado el 25 de agosto de 1967, antes de que pudiera implementar las reformas del partido. Matt Koehl, un neonazi purista, sucedió a Rockwell como nuevo líder y esto puso fin a la Partido Nazi Americano. A partir de entonces, los miembros se involucraron en disputas internas y Koehl los expulsó o renunciaron. Tras el asesinato de Rockwell, el partido se disipó y las organizaciones ad hoc usurparon el logo del Partido Nazi Americano. Entre ellos se encontraban James Burford en Chicago y John Bishop en Iowa.

## Asesinato de George Lincoln Rockwell
El 28 de junio de 1967, se llevó a cabo el primer atentado contra Rockwell. Mientras regresaba de comprar, condujo por el camino de Wilson Boulevard y lo encontró bloqueado por un árbol. Rockwell supuso que era otra broma de los adolescentes locales. Se realizaron dos disparos. Uno de los disparos rebotó fuera del coche, justo al lado de su cabeza. El 30 de junio de Rockwell solicitó al tribunal de Circuito del Condado de Arlington el permiso para portar un arma, pero su petición fue denegada. 
El 25 de agosto de 1967, Rockwell fue asesinado por John Patler, un exmiembro del partido que había sido expulsado del mismo por Rockwell, supuestamente por tratar de introducir la doctrina marxista en las plataformas del partido. Al salir de una lavandería en Arlington, Virginia, dos balas se estrellaron a través del parabrisas de su automóvil, impactándole en la cabeza y el pecho. Su automóvil rodó lentamente hacia atrás hasta detenerse y Rockwell salió tambaleándose de la puerta del lado del pasajero delantero del coche, y luego se desplomó en el pavimento.

## La sucesión de Koehl y las divisiones ideológicas
El segundo al mando de Rockwell, el subcomandante Matt Koehl, un hitlerista acérrimo, asumió el papel de liderazgo después de que un consejo acordara que debería mantener el mando. Koehl continuó parte de la reestructuración del grupo de Rockwell al abandonar el uso de ataques verbales y escritos negativos contra las minorías raciales. Koehl también comenzó a enfatizar los aspectos positivos del nazismo y las glorias de una futura sociedad totalmente blanca. Koehl conservó la literatura del partido festoneada con la esvástica y los uniformes pseudonazis de las "Storm Troopers" del partido, que se inspiraron en los que usaba el Sturmabteilung del Partido Nazi. En 1968, Koehl trasladó el partido a una nueva sede en 2507 North Franklin Road, claramente visible desde la vía principal de Arlington, Wilson Boulevard. También estableció una imprenta, una "Librería en memoria de George Lincoln Rockwell" y viviendas para miembros en una propiedad cercana.
En 1970, Frank Collin se separó del grupo y fundó el Partido Nacional Socialista de Estados Unidos, que se hizo famoso debido a un intento de marcha a través de Skokie, Illinois, una comunidad con una gran población judía que incluía numerosos supervivientes del Holocausto, hecho que lo llevó a afrontar un juicio contra el Tribunal Supremo de Estados Unidos. El evento fue dramatizado en la película de televisión Skokie y es parodiado en la película The Blues Brothers. En 1979 Collin fue condenado y enviado a prisión por delitos de abuso sexual contra menores de edad.
El 3 de noviembre de 1979, en lo que se conoce como la masacre de Greensboro, cinco manifestantes en una marcha contra el Ku Klux Klan (KKK) en Greensboro, Carolina del Norte, fueron asesinados a tiros por miembros del KKK y el Partido Nazi Estadounidense. Las víctimas eran miembros del Partido Comunista de los Trabajadores de Estados Unidos, que había estado tratando de organizar a los trabajadores de la industria en el ámbito local y hacer frente a supremacistas blancos. Ninguno de los asesinos fue condenado.

### Nuevo Orden
La organización Koehl cambió su nombre a New Order (Nuevo Orden) el 1 de enero de 1983, reflejando el misticismo nazi del grupo, y todavía se le conoce con ese nombre hoy en día.
La organización atrajo brevemente la atención de los medios en octubre de 1983, cuando celebró una reunión privada en la Yorktown High School (Virginia)|Yorktown High School en Arlington, Virginia. Una reunión de miembros no uniformados se llevó a cabo en el interior mientras la policía mantenía a raya a una multitud de contramanifestantes afuera. En 1982, el Servicio de Impuestos Internos tomó medidas para ejecutar la hipoteca de la sede del grupo en Arlington, Virginia. Koehl dejó de imprimir el periódico White Power, vendió sus participaciones inmobiliarias en Arlington, Virginia, y dispersó las diversas operaciones del grupo a lugares dispersos en Wisconsin y Míchigan. Se compró una 88 acres (356 123,7 m²) propiedad rural aislada llamada "Nordland" en Nuevo Berlín, Wisconsin, para que sirviera como vivienda y para albergar reuniones anuales y eventos ceremoniales.
Hoy, el Nuevo Orden opera en silencio lejos del centro de atención del público, evitando las manifestaciones públicas de confrontación que alguna vez fueron el sello distintivo de sus encarnaciones anteriores. Mantiene una página web y un apartado postal de Milwaukee, Wisconsin que proporciona información y material de plantilla que promueve el nazismo. No tiene miembros sino "partidarios registrados" que se comprometen a enviar donaciones por correo mensualmente. El financiamiento también se obtiene a través de la venta de libros y otras mercancías bajo una empresa afiliada, NS Publications of Wyandotte, Míchigan. El NS Bulletin, es un boletín informativo, se envía a los seguidores trimestralmente. El grupo celebra reuniones ceremoniales ocasionales en lugares privados no revelados, como la celebración anual del cumpleaños de Hitler cada 20 de abril.
El jefe de personal de New Order, Martin Kerr, afirma que el grupo ya no es un grupo de supremacistas blancos y se enfoca en abogar "a favor de las personas [blancas], no en contra de otras razas o etnias... Consideramos que las personas blancas del mundo para ser una familia gigantesca de hermanos y hermanas raciales, unidos por lazos de ascendencia común y herencia común. Ser para nuestra propia familia no significa que odiemos a otras familias ". El SPLC todavía los clasifica como neonazis y como un "grupo de odio".

## Organización homónima
Hoy en día, el nombre de «Partido Nazi Estadounidense» ha sido adoptado por una organización dirigida por Rocky J. Suhayda. Con sede en Westland, Míchigan, este grupo sostiene que George Lincoln Rockwell es su fundador, pero no hay una conexión real con el ANP original o sus organizaciones sucesoras, aparte del hecho de que su sitio web vende reimpresiones nostálgicas de la revista de Rockwell "The Stormtrooper" de la década de 1960;
- Quizás el primero fue dirigido por James Warner y Allen Vincent y estaba formado por miembros de la rama de California del NSWPP.[17] Este grupo anunció su existencia el 1 de enero de 1968. En 1982, James Burford formó otro "Partido Nazi Estadounidense" a partir de ramas descontentas del Partido Nacional Socialista de América.[17] Este partido con sede en Chicago El grupo permaneció en existencia hasta al menos 1994.[30]

- Un pequeño adherente del Partido Nazi Estadounidense que operaba desde Davenport, Iowa, dirigido por John Robert Bishop estuvo activo hasta 1985.[31][17][32]

- El nombre "Partido Nazi Estadounidense" también ha sido adoptado por un grupo dirigido por Rocky J. Suhayda, un miembro de la ANP original de Rockwell en 1967. Aunque la ANP de Suhayda afirma que Rockwell fue su fundador, no hay ninguna ley legal directa. o vínculo financiero entre él y la organización heredada de Rockwell ahora llamada New Order. Con sede en Westland, Míchigan, el sitio web de ANP de Suhayda vende reimpresiones nostálgicas de la revista de la década de 1960 de Rockwell el  Stroomtrooper.